# The Connector
The Connector（コネクター）は、アメリカ合衆国オハイオ州のシンシナティを走る路面電車。2016年開業。

## 概要
全区間単線、延長は5.8kmで運賃は無料。
年中無休。運行時間は月曜日から金曜日までが午前7時30分から午後11時30分まで、土曜日が午前8時30分から午後11時30分まで、日曜日が午前9時30分から午後9時30分までで、イベントなどで延長されることもある。
全部で18の停留所がある。最も北にあるオーバー・ザ・ライン地区のBrewery District停留所と最も南にあるオハイオ川に近いバンクス地区のThe banks停留所を結んで、主に南北の街路を走行する。北行の線路と南行の線路は異なる街路に敷設されていて途中のWashington Park停留所付近で交差し全体としては8の字状の環状路線になっている。